# Hołudza
Hołudza – wieś w Polsce położona w województwie świętokrzyskim, w powiecie buskim, w gminie Wiślica.
W latach 1954–1959 wieś należała i była siedzibą władz gromady Hołudza, po jej zniesieniu w gromadzie Olganów. W latach 1975–1998 miejscowość administracyjnie należała do województwa kieleckiego.
Wieś sołecka.

## Części wsi
| SIMC    | Nazwa      | Rodzaj    |
| ------- | ---------- | --------- |
| 0277084 | Na Wyspie  | część wsi |
| 0277090 | Przedewsie | część wsi |

## Historia
W XV w. należała do Dersława Zborzeńskiego (Długosz L.B. t.I s.420).
W wieku XIX opisano Hołudzę jako wieś w ówczesnym powiecie stopnickim i ówczesnej gminie Olganów, parafii Chotel Czerwony.
Cytując za SgKP „piękna wieś, gleba pszenna, piękne sady, liczne stawy i sadzawki, pokłady gipsu krystalicznego.”
W 1827 roku było tu 19 domów i 175 mieszkańców.
Spis z roku 1921 umieszcza Hołudzę w gminie Radzanów w tym wymienia:
Hołudza folwark – 3 budynki i 31 mieszkańców.
Hołudza wieś – 35 budynków i 212 mieszkańców w tym 8 pochodzenia żydowskiego.